# 도사쿠레역
도사쿠레역(일본어: 土佐久礼駅)은 일본 고치현 다카오카군 나카토사정에 위치한 시코쿠 여객철도 도산 선의 철도역이다. 역 번호는 K22이며, 섬식 승강장 1면 2선의 구조를 갖춘 지상역이다.

## 타는 곳
| 1 | ■ 도산 선 | (하행) | 구보카와 · 나카무라 · 스쿠모 방면        |
| 2 | ■ 도산 선 | (상행) | 스사키 · 고치 · 다카마쓰 · 오카야마 방면 |

## 역 주변
- 나카토사 정청
- 나카토사 정립 미술관
- 국도 제56호선

## 역사
- 1939년 11월 15일 : 도산 선의 종점 역으로서 개업. 전쟁 전에 걸친 동 선의 구간 개업으로서는, 여기가 최후였다.
- 1947년 10월 20일 : 가게노 역까지 연신, 중간역으로 된다.
- 1987년 4월 1일 : 일본국유철도 분할 민영화에 의해, 시코쿠 여객철도가 승계.
- 2010년 10월 1일 : 무인화.

## 인접 역
| 시코쿠 여객철도 도산 선      | 시코쿠 여객철도 도산 선 | 시코쿠 여객철도 도산 선   |
| ---------------------------- | ----------------------- | ------------------------- |
| K 21 아와 다도쓰 · 고치 방면 | 도산 선                 | 가게노 K 23 구보카와 방면 |